# José Riva
José Geraldo Riva (Guaçuí, 8 de abril de 1959), mais conhecido como José Riva, é um político brasileiro e atualmente está sem partido.

## Dados biográficos
Riva é o segundo filho entre seis do agropecuarista Dauri Riva com dona Maria Piovani. É casado com Janete Riva.

## Trajetória política
Sua trajetória política iniciou em 1983, quando foi eleito prefeito de Juara. Na ocasião, com 23 anos, Riva tornou-se o Prefeito mais novo a tomar posse no País, seu mandato durou até 1988.
Em 1990 concorreu ao cargo de Deputado Estadual pelo PRN, ficando com a 2ª Suplência.
Em 1994 foi eleito Deputado Estadual pelo PMN com 8.090 votos. Nesse primeiro mandato, ocupou o cargo de primeiro-secretário da Mesa Diretora no período de 1995/1996.
Em 1998, já no PSDB, foi reeleito Deputado Estadual com 29.783 votos e se tornou presidente da Assembleia Legislativa, cargo que voltaria a ocupar posteriormente em votações unânimes por seus pares.
Em 2002, obteve 65.389 votos e foi eleito novamente Deputado Estadual sendo reeleito em 2006, já pelo PP, com 82.799 votos atingindo proporcionalmente
a maior votação para o cargo na história do Estado e proporcionalmente a maior do país naquele ano.
Em 2010, Riva obteve 93.594 votos e foi eleito novamente para Deputado Estadual. Sendo o segundo mais votado no país com 6,13% dos votos.
Em 2014, Riva renunciou à aposentadoria da sua vida pública para concorrer ao Governo do Estado de Mato Grosso pelo PSD, sigla que ajudou a fundar em Mato Grosso no dia 27 de setembro de 2011, porém sua candidatura foi indeferida ao ser enquadrado na Lei da Ficha Limpa, com isso, lançou como candidata a sua esposa, Janete Riva. Janete terminou o pleito na terceira posição com 144.440 votos (9,92%).

## Controvérsias e processos judiciais
De acordo com o site Transparência Brasil, Riva possui cerca de 150 processos tramitando na justiça: por supostos crimes contra a administração pública, peculato, captação ilícita de sufrágio, falsidade na prestação de contas, formação de quadrilhas e outros promovidos pelo Ministério Público. Seus bens declarados a Justiça Eleitoral até 2006 eram de R$ 2.589.061,71.
Em novembro de 2009, por via judicial, José Riva conseguiu impedir opiniões pessoais consideradas pelo juiz como ofensivas, publicadas pela repórter Adriana Vandoni que escreve o blog Prosa e Política. O blog da jornalista passou então a ostentar uma frase de "Censurado - Que a ré [Adriana Vandoni] se abstenha de emitir opinião pessoal, pela qual atribua a José Riva a pratica de crime, sem que haja decisão judicial com trânsito em julgado que confirme a acusação." Desta forma Adriana aderiu ao processo denominado ''permuta de censura" onde publica suas materias em outro blog também censurado para escapar da determinação judicial. A decisão do juiz envolveu outros blogs de jornalistas que veiculavam informações sobre Riva como a Página do E, de Enock Cavalcante.
De acordo com declarações de Riva, os jornalistas possuem o direito de informar sobre os processos de políticos que ocorrem na justiça, mas não podem traçar uma opinião pessoal sobre eles, se não estiverem finalizados através de um veredicto. Ainda disse que sempre irá recorrer a justiça, caso for caluniado.
Em 7 de maio de 2013, José Riva foi afastado da presidência da Assembleia Legislativa de Mato Grosso. Ele foi acusado de desvio de dinheiro público. Além ser afastado da presidência, Riva teve que devolver mais de R$ 4,7 milhões aos cofres públicos. De acordo com o Ministério Público ele chefiava um esquema de desvio de verba dos cofres da assembleia. Em um dos processos, José Riva é acusado de pagar a uma empresa fantasma quase R$ 3 milhões.
Em 2014 chegou a ser preso pela Polícia Federal durante a Operação Ararath e passou três dias atrás das grades, em 2015 ele voltou a ser preso durante as operações Ventríloquo e Metástase, também acusado de desvio na ALMT, mas foi solto após uma decisão do Supremo Tribunal Federal (STF).
Em 2017, foi condenado a 21 anos e oito meses de prisão por desvio de R$ 5,4 milhões, em valores corrigidos, da Assembleia Legislativa de Mato Grosso, ocorridos entre novembro de 2000 e dezembro de 2002 por meio de uma empresa de fachada,também em 2017 foi condenado a 22 anos e quatro meses de prisão em regime fechado por desvio de dinheiro do Legislativo mato-grossense. A fraude ocorreu por meio de uma factoring de propriedade do ex-bicheiro João Arcanjo Ribeiro.
Em março de 2018, Riva foi condenado a 26 anos e sete meses de prisão por formação de quadrilha e desvio de dinheiro praticado na Assembleia Legislativa de Mato Grosso (ALMT) entre os anos de 2005 e 2007, além disso, foi condenado a pagar 655 dias-multa e ressarcir R$ 37,2 milhões ao erário.
Em 2020, foi concedida prisão domiciliar em regime fechado para Riva, já em 2022, o ex-deputado passou para o regime semiaberto.
Em fevereiro de 2024, José Riva se tornou réu pela Justiça do Mato Grosso, devido a uma suposta tentativa de “comprar” uma vaga para sua esposa no Tribunal de Contas do Estado por 7 milhões de reais. O caso teria acontecido no final de 2014.Ainda no mesmo ano, passou para o regime aberto e no dia seguinte foi condenado foi condenado a cinco anos, quatro meses e um dia de prisão em regime fechado pelos crimes de falsificação ideológica, integração à organização criminosa e delitos de peculato por integrar um esquema que desviou R$ 1,8 milhão destinado à saúde e educação de MT.